# Abimèlec (jutge)
Segons el Llibre dels Jutges de la Bíblia, Abimèlec (en hebreu, אֲבִימָלֶךְ בן-גִּדְעוֹן Ăvîmélec ben Gidôn) va ser Jutge d'Israel a la mort del seu pare Gedeó.
Abimèlec era fill de Gedeó, de la tribu de Manassès, i d'una concubina seva de la ciutat de Siquem.
En morir el seu pare, el poble d'Israel es va "prostituir" i va adorar a Baal oblidant Jehovà. Abimèlec va anar a casa el seu pare juntament amb veïns seus de Siquem i va assassinar tot els seus germanastres excepte el més petit Jotam, qui es va poder amagar a temps. Aleshores Abimèlec s'autoproclamà rei de Siquem.
Passats tres anys, el poble començà a estar descontents amb Abimèlec. Jotam, el germà que s'havia salvat, va incitar el poble contra ell, acusant-lo d'haver mort els seue propis germans i d'allunyar-se de Déu. Hi va haver una revolta, fins que les tropes lleials al rei van aconseguir envoltar tots els revoltats a la Torre de Siquem. A continuació van talar multitud d'arbres d'un bosc veí, els van posar al costat de la Torre i hi van calar foc. Van morir les mil persones que eren allà dins.
Després Abimèlec va atacar la ciutat de Tebés. Tot el poble s'havia resguardat al castell que dominava la ciutat per por a l'exèrcit reial. Durant el setge, una dona va llençar una pedra de molí i va tocar al cap d'Abimèlec. Se li partí el crani i, veient propera la seva mort, va ordenar a un esclau que el travessés amb l'espasa, ja que no podia permetre que una dona l'hagués mort.
En conèixer-se la notícia de la mort del rei, tots els homes d'Israel van abandonar la lluita i van tornar cap a casa seva.